# Liste des résolutions du Conseil de sécurité des Nations unies sur le Maroc
Pour un article plus général, voir Liste des résolutions du Conseil de sécurité des Nations unies par pays.
Cet article dresse une liste des résolutions du Conseil de sécurité des Nations unies concernant le Maroc.

## Maroc
(En arabe: المغرب al-Maghrib, en berbère: ⵍⵎⴰⵖⵔⵉⴱ Lmɣrib) officiellement royaume du Maroc

### XXème siècle
- Résolution 115 : admission du Maroc aux Nations unies (adoptée le 20 juin 1956).

### XXIème siècle
- Résolution 1871 : la situation concernant le Sahara occidental.
- Résolution 1920 : la situation concernant le Sahara occidental.
- Résolution 1979 : la situation concernant le Sahara occidental (adoptée le 27 avril 2011).
- Résolution 2044 : la situation concernant le Sahara occidental (adoptée le 26 avril 2012).
- Résolution 2099 : la situation concernant le Sahara occidental (adoptée le 25 avril 2013 lors de la 6951e séance).
- Résolution 2152 : la situation concernant le Sahara occidental (adoptée le 29 avril 2014).
- Résolution 2285 : la situation concernant le Sahara occidental (adoptée le 29 avril 2016).